# Analiza sadržaja
Analiza sadržaja je metoda u društvenim znanostima koja služi za proučavanje sadržaja komunikacije. Američki sociolog Earl Babbie definira je kao: “Učenje o zabilježenim ljudskim komunikacijama kao što su knjige, web stranice, slike i zakoni.“ Najčešće je korištena od strane istraživača u društvenim znanostima za analizu zabilježenih prijepisa intervjua sa sudionicima.
Analiza sadržaja također se smatra školskom metodologijom u društvima kod kojih su tekstovi proučavani prema autorstvu, autentičnosti i značenju. Zadnji subjekt uključuje filologija, hermeneutika i semiotika.
Harold Lasswell je formulirao temeljna pitanja analize sadržaja: “Tko kaže što, kome, zašto, koliko opširno i s kojim učinkom?” Ole Holsti nudi široku definiciju analize sadržaja: “Bilo koji način za izradu zaključaka tako da objektivno i sustavno identificira određena obilježja poruka.”
Kimberly A. Neuendorf također nudi definiciju analize sadržaja:
“Analiza sadržaja je dubinska analiza koja se koristi kvantitativnim i kvalitativnim tehnikama poruka koristeći znanstvenu metodu (pazeći na objektivnost, pouzdanost, valjanost, mogućnost generalizacije, zamjenjivost i testiranje hipoteze) i nije limitirana na tipove varijabli koji bi mogli biti izmjereni ili kontekst u kojem su poruke kreirane ili predstavljene."

## Opis
Godine 1931. Alfred R. Lindesmith razvio je metodologiju koja je pobijala tadašnje hipoteze. Postala je poznata kao tehnika analize sadržaja i stekla je popularnost u 1960-ima u Glaserovom članku objavljenom 1964-65, nazvana je „Konstantna usporedna metoda kvalitativne analize“. Metoda analize sadržaja omogućuje istraživaču uključivanje velikih količina tekstualnih informacija i sistematično identificiranje njegovih karakteristika (npr. frekvencija pojavljivanja najviše korištenih ključnih riječi). Ipak, takve količine tekstualnih informacija moraju biti kategorički analizirane, pružajući na kraju suvislo čitanje sadržaja.
Od 1980-ih, analiza sadržaja postala je važan alat u mjerenju uspjeha u programu odnosa s javnošću i procjeni medijskih profila. U tim okolnostima, analiza sadržaja je element medijske procjene ili medijske analize. U analizama ovih tipova, podaci iz analize sadržaja obično su kombinirani s medijskim podacima (npr. broj gledatelja i slušatelja, frekvencija objavljivanja…). Također je korištena za predviđanje i identificiranje trendova.
S pristupa procjene, analizu sadržaja neki smatraju kvaziprocjeniteljska, jer odluke analize sadržaja ne moraju biti bazirane na vrijednosti izjava, ako objekt istraživanja cilja na predstavljanje subjektivnog doživljaja. Dakle, mogu biti bazirane na znanju svakodnevno proživljenih iskustava. Takve analize sadržaja nisu procjeniteljske. S druge strane, kada su odluke analize sadržaja bazirane na vrijednostima, kao što su studije, tada su procjeniteljske.
Kao što je pokazano, samo dobre znanstvene hipoteze mogu voditi razvoju metodologija koje će dopustiti empirijski opis, bile dinamične ili statične.
Analiza sadržaja je blisko vezana i često uključivana pod generalnom rubrikom „kvalitativne analize“ i korištena je primarna u društvenim znanostima. Ona je „sistematična, replikativna tehnika za sažimanje gomilu riječi teksta u manje kategorije sadržaja bazirana na eksplicitnim pravilima kodiranja“ ili fiksnom rječniku termina baziranih na riječima iz tekstualnih podataka.

## Primjena analize sadržaja
Ole Holsti je grupirao 15 primjena analize sadržaja u 3 osnovne kategorije:
- Napraviti zaključke o prethodnicima komunikacije.
- Opisati i napraviti zaključke o karakteristikama komunikacije.
- Napraviti zaključke o učincima komunikacije.

On je također svrstao ove primjene u kontekst osnovne komunikacijske paradigme.
Sljedeća tablica pokazuje 15 primjena analize sadržaja u smislu njihove opće namjene, elementa komunikacijske paradigme na koju se primjenjuju i osnovnog pitanja na koje su namjeravali odgovoriti.
| Svrha korištenja analize sadržaja, komunikacijski element i pitanje |                    |                  | |
| Svrha                                                               | Element            | Pitanje          | Korištenje |
| Napraviti zaključke o prethodnicima komunikacije.                   | Izvor              | Tko?             | - Odgovoriti na pitanja osporavanih autorstava. |
| Napraviti zaključke o prethodnicima komunikacije.                   | Proces kodiranja   | Zašto?           | - Osigurati političke i vojne obavještajne službe. - Analizirati prijetnje individualaca. - Izvoditi zaključke o kulturalnim aspektima i promjenama. - Pružiti legalne i procjenjive dokaze. |
| Opisati i napraviti zaključke o karakteristikama komunikacije.      | Kanal              | Kako?            | - Analizirati tehnike uvjeravanja. - Analizirati stil. |
| Opisati i napraviti zaključke o karakteristikama komunikacije.      | Poruka             | Što?             | - Pisati trendove u sadržaju komunikacije. - Povezati poznate karakteristike izvora s porukama koje oni stvaraju. - Sporediti sadržaj komunikacije sa standardima.                           |
| Opisati i napraviti zaključke o karakteristikama komunikacije.      | Primatelj          | Kome?            | - Povezati poznate karakteristike publike s porukama stvorenim za nju. - Opisati uzorke komunikacija.                                                                                        |
| Napraviti zaključke o posljedicama komunikacije.                    | Proces dekodiranja | S kojim efektom? | - Izmjeriti čitljivost. - Analizirati tijek informacija. - Ocijeniti odgovore na komunikacije.                                                                                               |

## Proces analize sadržaja
Prema Klausu Krippendorffu treba obratiti pozornost na 6 pitanja u svakoj analizi sadržaja:
1. Koji podaci su analizirani?
2. Kako su definirani?
3. Koji je uzorak populacije iz koje su oni izvučeni?
4. U kojem su kontekstu analizirani ti podaci?
5. Koje su granice analize?
6. Koji je cilj zaključaka?

Pretpostavka je da riječi i fraze koje su najčešće spomenute odražavaju važna pitanja u svakoj komunikaciji. Dakle, kvantitativne analize sadržaja počinju s frekvencijama riječi, mjerenjem razmaka (centimetri stupca), vremena (za radio i televiziju) i frekvencijama ključne riječi. Međutim, analiza sadržaja daleko nadilazi obično brojenje riječi.
Kvalitativno, analiza sadržaja može uključivati bilo koju vrstu analize gdje je sadržaj komunikacije (govor, pisani tekst, intervjui, slike...) kategoriziran i klasificiran.
U svojim počecima, koristeći prve novine na kraju 19. stoljeća, analiza je rađena ručno, mjerenjem broja linija i količini prostora dana predmetu.
S razvojem zajedničkih računalnih objekata kao što su osobna računala, popularnost računalnih metoda temeljenih na analizi je u rastu.
Odgovore na otvorena pitanja, novinski članci, manifestacije političkih stranaka, medicinske evidencije ili sustavna motrenja u eksperimentima mogu biti objekti sustavnoj analizi tekstualnih podataka.
Imajući sadržaje komunikacije dostupne u strojno čitljivom obliku, ulaz je analiziran za frekvencije i kodiran u kategorije za kreiranje zaključaka.
Philip Robert Weber je zapazio: "Da bi kreirao valjan zaključak iz teksta, važno je da postupak klasifikacije bude pouzdan u smislu da bude dosljedan: 'Razni ljudi bi trebali kodirati isti tekst na isti način.' " 
Još je jedna razlika između manifesta sadržaja (komunikacija) i njegovog skrivenog značenja.
“Manifest“ opisuje što je definitivno napisano (od strane autora ili govornika), dok latentno značenje opisuje što je autor želio reći odnosno napisati. Analize sadržaja mogu biti primijenjene samo na manifestni sadržaj; riječi, rečenice ili sami tekstovi.

## Pouzdanost u analizi sadržaja
Kimberly A. Neuendorf sugerira da kada se ljudski koderi koriste u analizi sadržaja, pouzdanost se prevodi na interkoderskoj pouzdanosti ili “iznos slaganja između dva ili više kodera”. Web stranica dr. Neuendorfa – Vodič analize sadržaja online 
pruža dodatne informacije o procjeni pouzdanosti, koeficijentima pouzdanosti, resursima, bibliografiji o analizi sadržaja, iscrpan popis arhiviranih poruka i drugim programima koji se mogu preuzeti. Osim toga, vodič analize sadržaja također čini PRAM program (Program for Reliability Assessment of Multiple Coders) dostupan za besplatno preuzimanje. PRAM, razvijen od softverskih inženjera je preliminarni računalni program, aplikacija temeljena na Windowsu za računalo koje omogućuje višestruke kodere za pouzdanost procjene. PRAM zahtjeva unos podataka iz datoteke koja je formatirana za Excel.